# Задорожный, Сергей Михайлович
Серге́й Миха́йлович Задоро́жный (укр. Сергій Михайлович Задорожний; род. 20 февраля 1976, Новоазовск, Донецкая область) — украинский футболист, защитник. По завершении карьеры игрока работал тренером клуба «Сталь» (Днепродзержинск), выступающего во второй украинской лиге. С октября 2022 года — главный тренер клуба «Нива» Тернополь.
Играл за сборную Украины. За сборную Украины сыграл 6 матчей. Дебют 15 августа 2001 года в товарищеском матче со сборной Латвии.

## Достижения
- Бронзовый призёр Чемпионата Украины: 2000/01